# Сан-Джованні-Ліпьоні
Сан-Джованні-Ліпьоні (італ. San Giovanni Lipioni) — муніципалітет в Італії, у регіоні Абруццо, провінція К'єті.
Сан-Джованні-Ліпьоні розташований на відстані близько 175 км на схід від Рима, 115 км на південний схід від Л'Аквіли, 65 км на південний схід від К'єті.
Населення — 196 осіб (2014).
Щорічний фестиваль відбувається 20 серпня. 

## Демографія
Населення за роками:

Станом на 1 січня 2023 року в муніципалітеті офіційно проживали 4 іноземці з 3 країн, серед них 1 громадянин країн Євросоюзу.

## Сусідні муніципалітети
- Кастельгуїдоне
- Челенца-суль-Триньйо
- Роккавівара
- Торребруна